# Missionsärztliches Institut Würzburg
Der Verein für Ärztlichen Dienst in Übersee – Missionsärztliches Institut Würzburg ist ein Verein mit Sitz in Würzburg und wurde 1922 gegründet, um Missionsärzte und Schwestern auszubilden. Heute ist das Institut die einzige Katholische Fachstelle für Internationale Gesundheit in Deutschland. Das Missionsärztliche Institut hat seit 1928 seinen Hauptsitz in der Salvatorstraße 7 auf dem Mönchberg.

## Geschichte
Das Institut wurde von einem zuvor als Apostolischer Präfekt von Assam in Indien tätigen Salvatorianer, den promovierten Pater Christophorus Becker, gegründet und am 3. Dezember 1922 eröffnet, um Missionsärzte und Schwestern auszubilden. Schwerpunkt war Afrika. Zunächst war das Institut in der städtischen Siechenpflege in der Gerbrunnerstraße untergebracht und wurde am 3. Dezember 1922 eröffnet. Erster ärztlicher Leiter war Alfons Foerster, der Direktor der Inneren Abteilung (Medizinische Klinik) des Juliusspitals, der 1925 zum stellvertretenden Vorsitzenden des katholischen deutschen Vereins für missionsärztliche Fürsorge gewählt wurde. Ein eigenes Gebäude erhielt das Institut 1928, gesegnet durch den Bischof Matthias Ehrenfried auf dem Würzburger Mönchberg. Besonders eingesetzt für Errichtung des Missionsärztlichen Instituts hatten sich Alfons Foerster und der dort nach der Trennung von Universität und Juliusspital die Chirurgische Klinik von 1921 bis 1952 leitende Obermedizinalrat Eduard Bundschuh (1883–1965), der 1922 Mitglied des Verwaltungsausschusses war und von April 1952 bis 1957 die neugegründete chirurgische Abteilung der Missionsärztlichen Klinik als Chefarzt leitete. 1962 hatte es 200 Mitglieder und war maßgeblich an der erfolgreichen Entwicklung katholischer Missionen nach dem Zweiten Weltkrieg beteiligt.
Der Trägerverband des Missionsärztlichen Instituts, ein Katholischer Verein, wurde 1971 umbenannt in Verein für ärztliche Dienste in Übersee.
1952 wurde eine eigene Missionsärztliche Klinik aufgebaut. Da sie nicht rentabel betrieben werden konnte, entwickelte sie sich zu einem Universalkrankenhaus mit Tropenabteilung. 1994 wurden Klinik und Institut getrennt.
Die 1977 in Rhodesien ermordete Missionsärztin Johanna Decker war dort seit 1950 im Auftrag des Missionsärztlichen Instituts tätig.

## Zielsetzung und Arbeitsgebiete
Das Ziel des Missionsärztlichen Instituts ist die Verbesserung von Gesundheitsbedingungen vor allem benachteiligter Menschen und Bevölkerungsgruppen in Ländern des Südens mit Schwerpunkt Afrika. Das Institut kooperiert mit Organisationen kirchlicher Entwicklungszusammenarbeit, kirchlich getragenen Gesundheitsdiensten in Ländern des Südens, anderen zivilgesellschaftlichen Organisationen sowie verschiedenen Institutionen der deutschen Entwicklungszusammenarbeit.
Arbeitsschwerpunkte sind:
- Angepasste Technologien im Gesundheitswesen
- Humanitäre Zusammenarbeit
- HIV/Aids[10][11]
- Gesundheitsdienste und Bevölkerungsmedizin
- Tropenmedizin

Zugleich ist das Institut Hauptgesellschafter der ebenfalls in der Salvatorstraße 7 gelegenen „Missionsärztlichen Klinik“ (Missioklinik) in Würzburg, einem akademischen Lehr- und Ausbildungskrankenhaus der Universität Würzburg. Die Anbindung an die Klinik, vor allem die Abteilung Tropenmedizin (geleitet von dem Internisten, Infektiologen und Tropenmediziner August Stich), soll eine Verknüpfung mit Themen der klinischen Praxis, insbesondere in den Bereichen Training, Curriculumsentwicklung und operationale Forschung ermöglichen. Fachkräfte des Instituts arbeiten in der Aus- und Weiterbildung in Institut und Missionsärztlicher Klinik und beraten und lehren in Afrika, Asien, Lateinamerika, Europa und Ozeanien.